# Jag vill aldrig mer vara ful och ensam
Jag vill aldrig mer vara ful och ensam från 2005 är ett album med Kristina Lugn och jazzgruppen Esbjörn Svensson Trio.

## Innehåll
Texterna är skriven av Kristina Lugn och musiken av e.s.t.
Dikterna är hämtade ur Bekantskap önskas med äldre bildad herre (spår 3–4), Hundstunden (spår 1, 5–6) och Hej då, ha det så bra! (spår 2, 7–10).
1. Jag är en mycket skojfrisk kvinna – 2:20
2. Om jag går vid min sida – 4:12
3. Men jag vill faktiskt mycket hellre – 4:22
4. Putte är så underbar – 1:10
5. Nu sover jag – 1:28
6. När jag var gift med Herrman – 5:38
7. Jag är inte en schlager – 1:14
8. Du ska få ett panoramafönster – 3:21
9. Jag vill inte lämna denna världen – 0:37
10. Jag är inte riktigt mig själv – 3:42

## Medverkande
- Kristina Lugn – uppläsning
- Esbjörn Svensson – piano
- Dan Berglund – bas
- Magnus Öström – trummor